# 生活改善薬
生活改善薬（せいかつかいぜんやく）とは、疾病の治療を目的としない医薬品。
育毛剤（ミノキシジル、商標名リアップなど）、勃起不全治療薬（シルデナフィル、商標名バイアグラなど）、経口避妊薬、緊急避妊薬、睡眠改善薬（ジフェンヒドラミン、商標名ドリエルなど）、禁煙補助薬、手足の冷えの改善薬などが、生活改善薬にあたる。漢方薬にも生活改善薬に該当するものが多い。
厚生労働省が審査し、その承認を経て販売される点では、処方箋医薬品となんら変わらない。こうした薬品には疾病の治療目的はないので、医療保険の適用対象外となる。
1999年ごろから利用が爆発的に増えているが、バイアグラなど多くの薬品で副作用も指摘されている。